# Speos

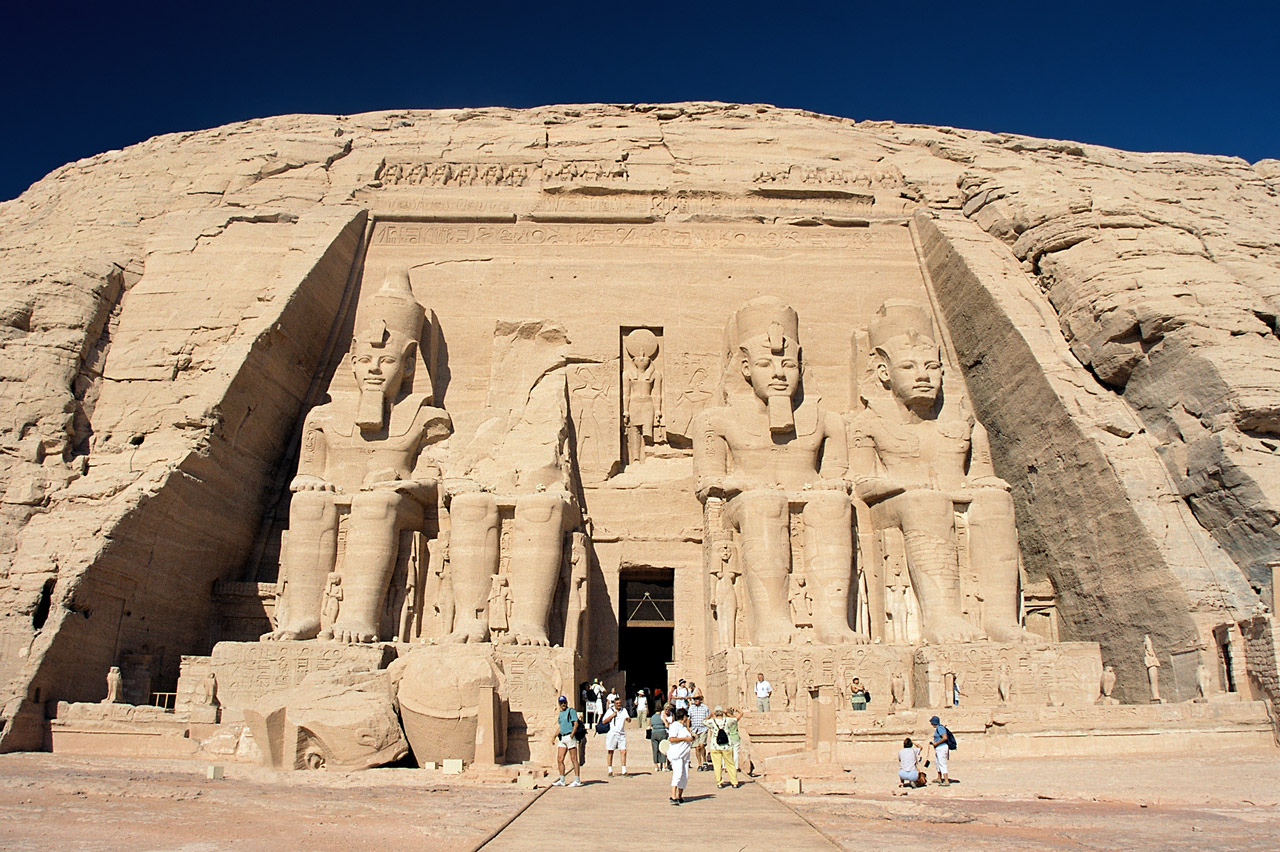
Templo de Ramsés II, en Abú Simbel.

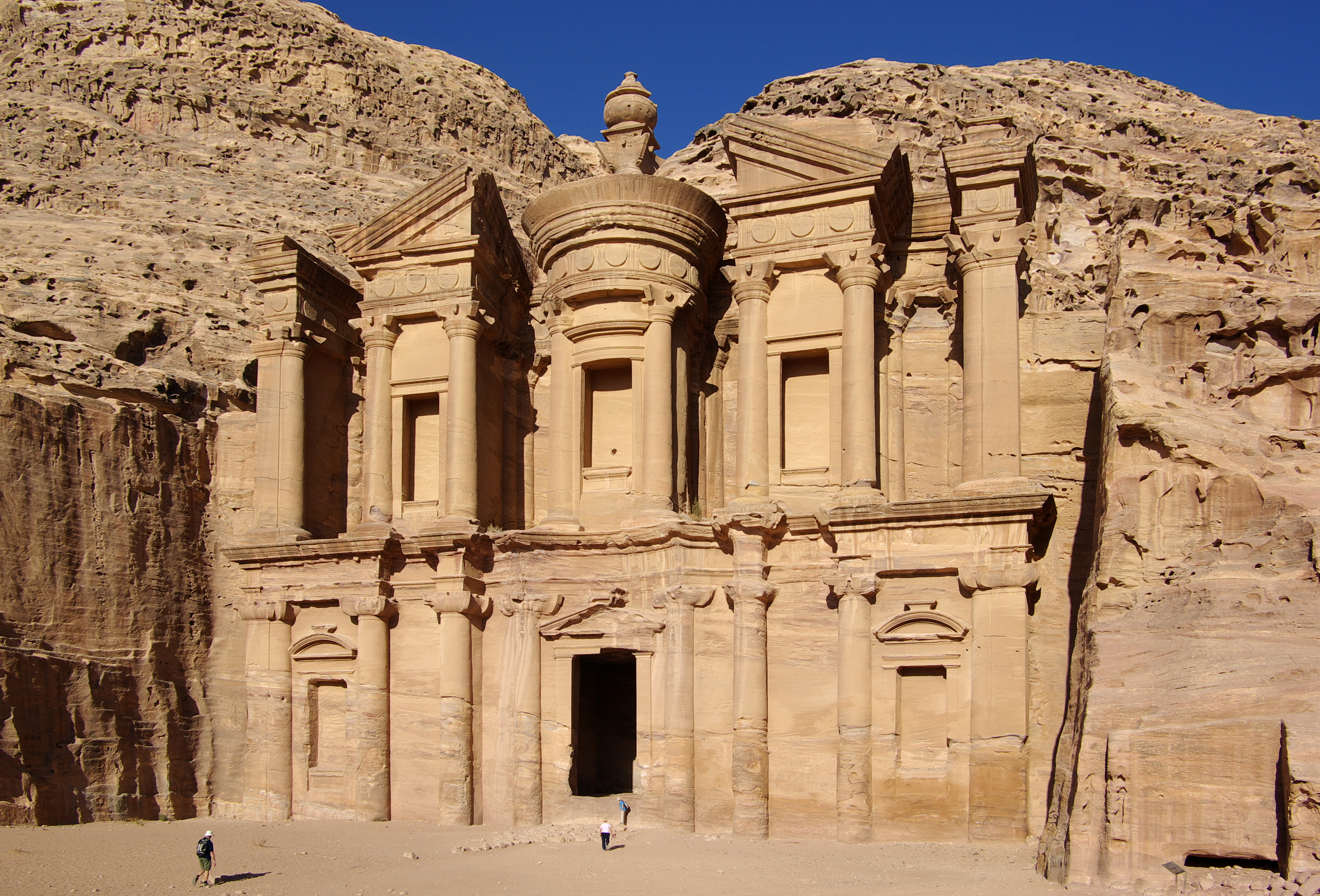
Hemispeos en Petra, Jordania.

El speos (en griego, σπέος, "cueva") es una edificación funeraria subterránea, combinación de templo e hipogeo, perforada en la roca. El término semi-speos ("semicueva") se usa generalmente como denominación para aquellos espacios arquitectónicos que tienen una fachada decorada y otra parte excavada en la roca.
Es característico del Antiguo Egipto, y solían estar construidos en terrenos escarpados del valle del Nilo. El más monumental de Egipto es el Templo de Ramsés II, en Abú Simbel (dinastía XIX, Imperio Nuevo), situado junto a otro menor dedicado a su esposa Nefertari.
También se encuentran speos y hemispeos en la antigua ciudad nabatea de Petra (Jordania), aunque son de una época muy posterior.